# Lago ipersalino

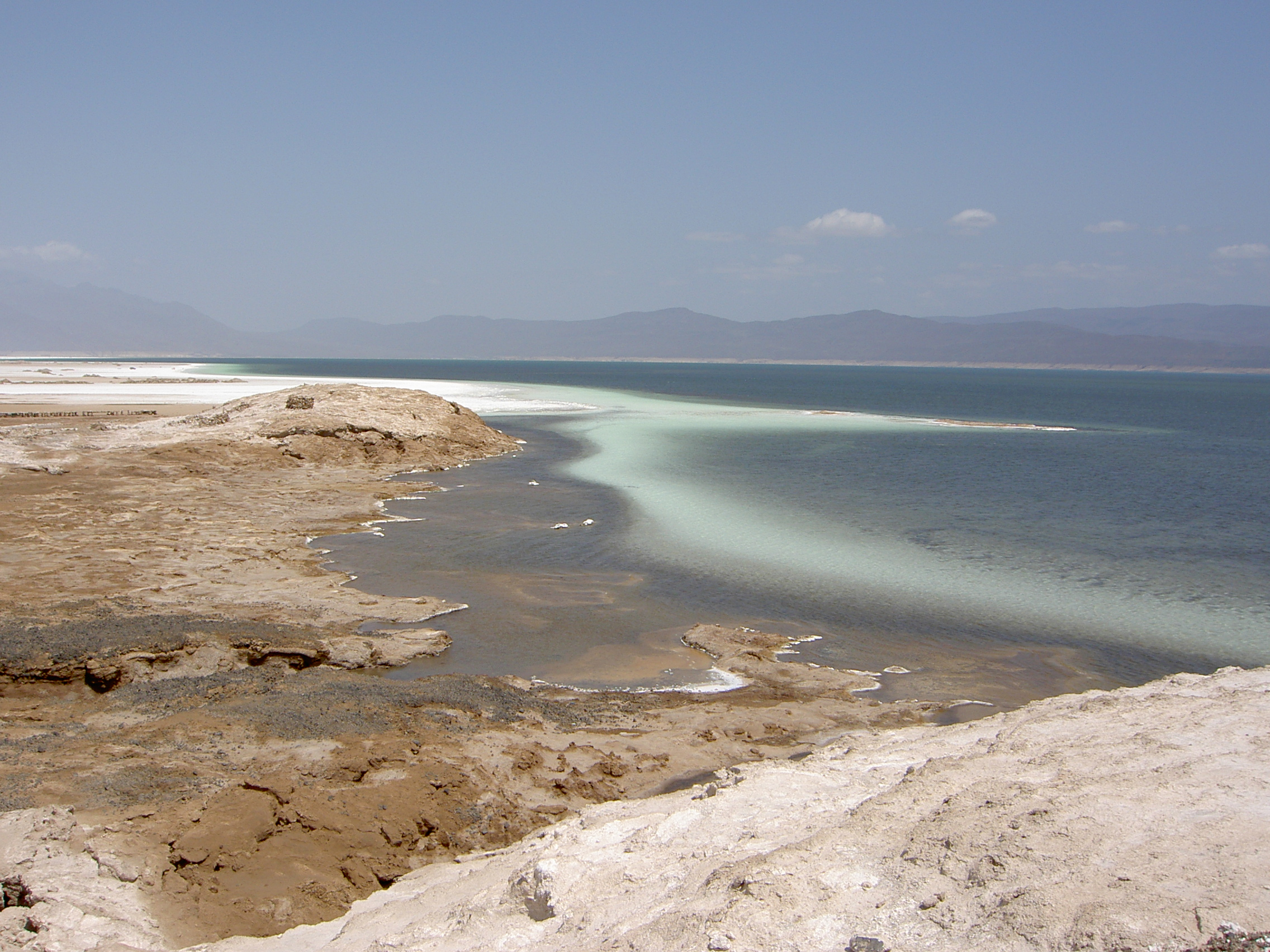
Il Lago Assal, a Gibuti, è lo specchio d'acqua più salato al di fuori dell'Antartide.

Un lago ipersalino è una massa d'acqua priva di sbocchi a mare che contiene una concentrazione di cloruro di sodio o di altri sali molto superiore a quella media dell'oceano (3,5%, cioè 35 g/l). Alcune specie di microbi e piccoli crostacei riescono a sopravvivere in queste condizioni estreme che risultano inospitali per la maggior parte delle altre forme di vita. Alcune specie sembrano entrare in una sorta di letargo quando entrano in essiccazione e si ritiene che alcuni microbi siano in grado di sopravvivere in queste condizioni anche per più di 250 milioni di anni.
L'acqua dei laghi ipersalini consente una maggiore galleggiabilità in considerazione dell'elevato tenore di sali disciolti.

## Caratteristiche
La massa d'acqua più salata al mondo è il lago Gaet'ale, un piccolo stagno situato in corrispondenza di una sorgente termale nella depressione della Dancalia, in Etiopia. Apparentemente privo di emissari e immissari, il Gaet'ale ha una salinità del 43,3%, come dimostrato da uno studio del 2017 che ha fatto slittare al secondo posto nella classifica della salinità il lago Don Juan, un piccolo stagno situato nelle Valli secche McMurdo, in Antartide. Quest'ultimo ha un volume di circa 3000 m³, caratterizzato tuttavia da notevoli fluttuazioni e sostanzialmente in diminuzione. Il livello di salinità di questa acqua stagnante è del 40,2%, cioè circa 12 volte il valore dell'acqua marina, e tale elevato contenuto in sali impedisce il congelamento dell'acqua fino alla temperatura di -53 °C. Nelle Valli secche McMurdo ci sono altre masse d'acqua ipersaline con maggior estensione, come il lago Vanda, la cui salinità è di poco superiore al 35%, cioè 10 volte il valore dell'acqua di mare, le quali si ricoprono di ghiaccio in inverno.
Un altro lago di elevata salinità che si può menzionare è il lago Assal, a Gibuti, il cui tenore salino è del 34,8%, cioè 10 volte quello dell'acqua marina.
I laghi ipersalini più noti sono probabilmente il Mar Morto e Gran Lago Salato.

Il Mar Morto, che ha una salinità del 34,2%, divide la sponda israeliana da quella palestinese del fiume Giordano ed è il più profondo lago ipersalino del mondo. Il più esteso tra i laghi ipersalini è invece la laguna di Araruama in Brasile.

Il Gran Lago Salato, situato nello stato americano dell'Utah, pur avendo una superficie pari a circa tre volte quella del Mar Morto, è molto meno profondo e caratterizzato da maggiori fluttuazioni del livello delle acque. Quando queste sono basse, la salinità può arrivare a 7,7 volte quella dell'oceano, mentre quando il livello delle acque si innalza, la salinità è di poco superiore a quella oceanica.

I laghi ipersalini si trovano in tutti i continenti, specialmente nelle regioni aride e semiaride.